# 아에가에온 (위성)

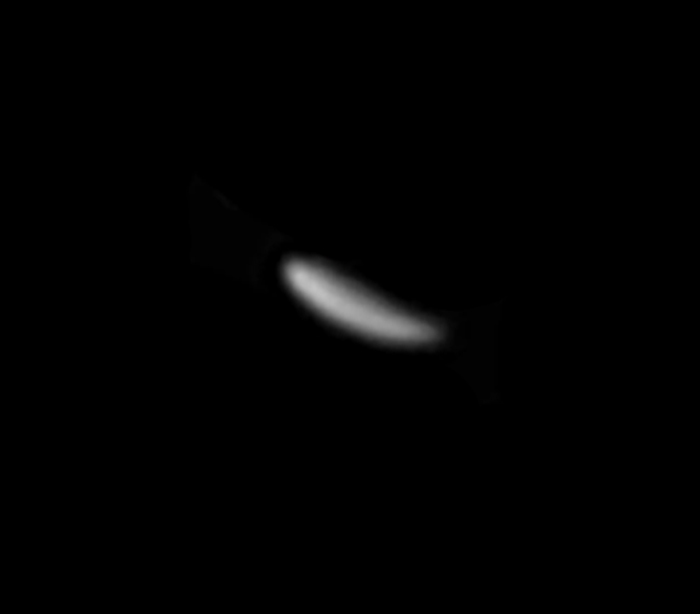
2010년 15238.2 km 거리에서 촬영한 카시니 우주선이 찍은 아에가에온

아에가에온(Aegaeon)은 토성의 자연 위성이다. 메토네처럼 유연한 것으로 간주된다. 토성의 G 고리 내에서 야누스와 미마스 사이에서 궤도를 돈다.

## 발견
아이가에온의 이미지는 카시니-하위헌스가 2008년 8월 15일 찍은 것으로 이 발견은 2009년 3월 3일 발표되었다.